# Solignac
Solignac è un comune francese di 1 532 abitanti situato nel dipartimento dell'Alta Vienne nella regione della Nuova Aquitania. Fu sede di in'importante abbazia, rifondata nel 2021 e affidata ai benedettini.

## Società

### Evoluzione demografica
Abitanti censiti